# Орджоникидзе (Крымский район)
Орджоники́дзе — хутор в Крымском районе Краснодарского края.
Входит в состав Молдаванского сельского поселения.

## Население
| 1999 | 2002 | 2010 |
| ---- | ---- | ---- |
| 63   | ↘58  | ↗62  |

## Улицы
На хуторе имеются две улицы: Горная и Луговая.